# アイ・ワンダー・イフ・アイ・ケア・アズ・マッチ
「アイ・ワンダー・イフ・アイ・ケア・アズ・マッチ」（I Wonder If I Care as Much）は、エヴァリー・ブラザーズが1957年に発表した楽曲。

## 概要
1957年2月、エヴァリー・ブラザーズはニューヨークのレコード会社のケイデンス・レコードと契約。3月1日、二人はブライアント夫妻が書いた「バイ・バイ・ラヴ」とドン・エヴァリーが書いた「アイ・ワンダー・イフ・アイ・ケア・アズ・マッチ」をナッシュビルのRCAスタジオで録音した。同年4月6日、「バイ・バイ・ラヴ」をA面、本作品をB面とするシングルを発表。
「バイ・バイ・ラヴ」はビルボードのポップチャートの2位、カントリーチャートの1位、R&Bチャートの5位を記録し大ヒット。エヴァリー・ブラザーズは突如として人気グループとなった。
本作品は1958年発表のファースト・アルバム『The Everly Brothers』に収録された。
ライブ・バージョンは1970年発表の2枚組ライブ・アルバム『The Everly Brothers Show』に収録されている。

## カバー・バージョン
- ザ・ヒルサイダーズ - 1964年のシングル。
- ローレル・キャニオン・ランブラーズ - 1996年のアルバム『Blue Rambler 2』に収録。
- トレイシー・ネルソン - 2007年のアルバム『You'll Never Be a Stranger at My Door』に収録。
- ニール・ヤング - 2014年のアルバム『A Letter Home』に収録。バッキング・ボーカルとギターでジャック・ホワイトが参加している。
- ポール・サイモン&エディ・ブリケル - 2020年にポール・サイモンのYouTubeアカウントにて配信。新型コロナウイルスの流行により各国で外出禁止の措置がなされる中、サイモンは同年3月より自宅で撮影したライブ演奏を配信し始めた。4月7日、妻のエディ・ブリケルと本作品をデュエットした[4]。